# Einheit (Mathematik)
In der Algebra, einem Teilgebiet der Mathematik, wird ein invertierbares Element eines Monoids als Einheit bezeichnet. Einheiten werden vor allem in unitären Ringen betrachtet.

## Definition
Sei {\displaystyle (M,\cdot ,1)} ein Monoid, wobei mit {\displaystyle 1} das neutrale Element bezeichnet wird. 
Dann heißt ein Element {\displaystyle a\in M} eine Einheit, wenn es invertierbar ist, also wenn es ein {\displaystyle b\in M} gibt mit
{\displaystyle a\cdot b=b\cdot a=1}.
Das Element {\displaystyle b} mit dieser Eigenschaft ist eindeutig bestimmt und wird als das inverse Element von {\displaystyle a} bezeichnet und oft als {\displaystyle a^{-1}} notiert.
Elemente, die keine Einheiten sind, werden oft als Nichteinheiten bezeichnet.
Die Menge {\displaystyle M^{\ast }} aller Einheiten eines Monoids, also
{\displaystyle M^{\ast }:=\{x\in M\mid x{\text{ ist Einheit}}\},}
bildet eine Gruppe, die Einheitengruppe von {\displaystyle M}. Eine weitere übliche Bezeichnung für die Einheitengruppe ist {\displaystyle M^{\times }}.

## Spezialfall: Einheiten in unitären Ringen
Sei {\displaystyle (R,+,\cdot ,0,1)} ein unitärer Ring, also ein Ring mit einem neutralen Element bezüglich der Multiplikation, das mit {\displaystyle 1} bezeichnet wird. Dann ist {\displaystyle (R,\cdot ,1)} ein Monoid und damit ist der Begriff der Einheit für einen unitären Ring definiert und ist gerade die Menge der invertierbaren Elemente.

## Beispiele
- {\displaystyle 1} ist immer eine Einheit, denn {\displaystyle 1\cdot 1=1}.
- {\displaystyle 0} ist in einem Ring genau dann eine Einheit, wenn der Ring der Nullring ist.
- In einem Körper {\displaystyle K} ist {\displaystyle K^{*}=K\setminus \{0\}}. Das heißt, in einem Körper ist außer 0 jedes Element eine Einheit. Allgemein werden vom Nullring verschiedene Ringe, in denen außer {\displaystyle 0} alle Elemente Einheiten sind, als Schiefkörper bezeichnet.
- Im Polynomring über einem Integritätsring {\displaystyle R} gilt {\displaystyle R[X]^{*}\cong R^{*}}. Insbesondere erhält man {\displaystyle K[X]^{*}\cong K\setminus \{0\}} für einen Körper {\displaystyle K}. Die Einheiten entsprechen hier genau den Polynomen mit Grad null.
- Die Einheiten im Ring der formalen Potenzreihen {\displaystyle R[[X]]} über einem kommutativen Ring {\displaystyle R} sind genau die Potenzreihen, deren Absolutglied {\displaystyle a_{0}} eine Einheit in {\displaystyle R} ist.
- Für einen unitären Ring {\displaystyle R} ist die Einheitengruppe im Matrizenring {\displaystyle R^{n\times n}} die allgemeine lineare Gruppe {\displaystyle GL(n,R)} bestehend aus den regulären Matrizen.
- Im Ring {\displaystyle \mathbb {Z} } der ganzen Zahlen gibt es nur die Einheiten {\displaystyle 1} und {\displaystyle -1}.
- Im Ring {\displaystyle \mathbb {Z} [\mathrm {i} ]} der ganzen gaußschen Zahlen gibt es die vier Einheiten {\displaystyle 1,-1,i,-i}.
- Im Ring {\displaystyle \mathbb {Z} [{\sqrt {3}}]} gibt es unendlich viele Einheiten. Es ist {\displaystyle \left(2+{\sqrt {3}}\right)\left(2-{\sqrt {3}}\right)=1} und damit sind auch alle {\displaystyle \left(2+{\sqrt {3}}\right)^{k}} für {\displaystyle k\in \mathbb {N} } Einheiten.
- Die letzten beiden Ringe sind Beispiele für Ganzheitsringe quadratischer Zahlkörper. Bei diesen sind die Erzeuger der Einheitengruppe bekannt. Über allgemeineren Zahlkörpern trifft der dirichletsche Einheitensatz eine schwächere Aussage über die Struktur der Einheiten.

## Eigenschaften
- Einheiten in unitären Ringen sind nie Nullteiler.
- Sind {\displaystyle a,b\in M} Einheiten, dann sind auch {\displaystyle ab} und {\displaystyle a^{-1}} Einheiten. Daraus folgt, dass die Einheitengruppe tatsächlich eine Gruppe ist.
- Endliche Untergruppen der Einheitengruppe eines Integritätsrings sind stets zyklisch.[4]
- Jede Nichteinheit eines kommutativen unitären Rings liegt in einem maximalen Ideal. Insbesondere ist die Einheitengruppe gerade das Komplement der Vereinigung aller maximaler Ideale und ein Ring hat genau dann nur ein maximales Ideal, ist also ein lokaler Ring, wenn die Nichteinheiten ein Ideal bilden.

## Verallgemeinerung: Links- und Rechtseinheiten
Ist das Monoid {\displaystyle M} nicht kommutativ, so können auch einseitige Einheiten betrachtet werden
- Ein Element {\displaystyle a\in M}, das die Bedingung {\displaystyle ab=1} für ein Element {\displaystyle b\in M} erfüllt, heißt Linkseinheit.
- Ein Element {\displaystyle a\in M}, das die Bedingung {\displaystyle ba=1} für ein Element {\displaystyle b\in M} erfüllt, heißt Rechtseinheit.

Ein Element {\displaystyle a\in M} ist genau dann eine Einheit, wenn es gleichzeitig eine Linkseinheit und eine Rechtseinheit ist. In einem kommutativen Monoid stimmen die drei Begriffe überein. {\displaystyle 1} bleibt auch im nicht-kommutativen Fall eine beidseitige Einheit.

### Beispiel
Der folgende Ring {\displaystyle R} enthält eine Linkseinheit {\displaystyle A}, die ein Rechtsnullteiler ist, und eine Rechtseinheit {\displaystyle B}, die ein Linksnullteiler ist; damit ist {\displaystyle A} keine Rechtseinheit und {\displaystyle B} keine Linkseinheit.
Mit {\displaystyle \mathbb {R} ^{\mathbb {N} \times \mathbb {N} }} bezeichnen wir die Matrizen der Größe „abzählbar mal abzählbar“ mit Komponenten in den reellen Zahlen. Sei {\displaystyle R=\mathbb {R} ^{(<\infty )\times (<\infty )}\subseteq \mathbb {R} ^{\mathbb {N} \times \mathbb {N} }} genau jene Teilmenge von {\displaystyle \mathbb {R} ^{\mathbb {N} \times \mathbb {N} }}, bei denen in jeder Zeile und in jeder Spalte nur endlich viele Nichtnulleinträge stehen (insgesamt dürfen dabei unendlich viele Nichtnulleinträge enthalten sein). {\displaystyle R} ist ein Ring mit der gewöhnlichen Matrizenaddition und Matrizenmultiplikation. (Die Multiplikation ist wohldefiniert, gerade weil durch die Bedingung an die Zeilen und Spalten die im Prinzip unendliche Summe für den {\displaystyle i}-{\displaystyle k}-Eintrag {\textstyle \sum _{j=0}^{\infty }a_{ij}b_{jk}} des Produkts in tatsächlich endlich ist.) Die Einheitsmatrix {\displaystyle E} hat Einsen auf der Hauptdiagonalen und enthält sonst Nullen, sie ist das Einselement von {\displaystyle R} (das neutrale Element der Multiplikation).
Sei {\displaystyle A} die Matrix in {\displaystyle R}, die in der ersten oberen Nebendiagonalen nur Einsen hat und sonst nur Nullen und {\displaystyle B=A^{\mathrm {T} }}, die Transponierte von {\displaystyle A}, d. h. die Matrix, die in der ersten unteren Nebendiagonalen nur Einsen hat und sonst nur Nullen:
{\displaystyle A={\begin{pmatrix}0&1&0&0&0&\cdots \\0&0&1&0&0&\cdots \\0&0&0&1&0&\cdots \\0&0&0&0&1&\cdots \\0&0&0&0&0&\ddots \\\vdots &\vdots &\vdots &\vdots &\ddots &\ddots \end{pmatrix}}\qquad B=A^{\mathrm {T} }={\begin{pmatrix}0&0&0&0&0&\cdots \\1&0&0&0&0&\cdots \\0&1&0&0&0&\cdots \\0&0&1&0&0&\cdots \\0&0&0&1&0&\ddots \\\vdots &\vdots &\vdots &\vdots &\ddots &\ddots \end{pmatrix}}}
Es gilt {\displaystyle AB=E}, somit ist {\displaystyle A} eine Linkseinheit und {\displaystyle B} eine Rechtseinheit.
Für jedes Element {\displaystyle C\in R} hat aber das Produkt {\displaystyle CA} in der ersten Spalte ausschließlich Nullen und das Produkt {\displaystyle BC} in der ersten Zeile ausschließlich Nullen. Damit kann {\displaystyle A} keine Rechtseinheit und {\displaystyle B} keine Linkseinheit sein: Konkret, mit der Matrix {\displaystyle D}, die die Komponente {\displaystyle D_{1,1}=1} und sonst nur Nullen enthält, gilt {\displaystyle AD=0} und {\displaystyle DB=0}, also ist {\displaystyle A} ein Linksnullteiler und {\displaystyle B} ein Rechtsnullteiler.
Eine funktionalanalytische Variante dieses Beispiels ist der unilaterale Shiftoperator.